# Chersotis transiens
Chersotis transiens är en fjärilsart som beskrevs av Otto Staudinger 1896. Chersotis transiens ingår i släktet Chersotis och familjen nattflyn. Inga underarter finns listade i Catalogue of Life.